# Preševo
Preševo (srp.: Прешево, alb. Presheva) grad je i središte istoimene općine u Pčinjskome okrugu u Srbiji.

## Stanovništvo
U gradu Preševu živi 13.426 stanovnika, od toga 8.641 punoljetan stanovnik, prosječna starost stanovništva iznosi 29,9 godina (29,2 kod muškaraca i 30,5 kod žena). U naselju ima 3.073 domaćinstava, a prosječan broj članova po domaćinstvu je 4,37.
Prema popisu stanovništva iz 1991. godine u gradu je živjelo 15.107 stanovnika.
| Etnički sastav 2002. |            |        |
| Narod                | Stanovnika | %      |
| Albanci              | 11.746     | 87,48% |
| Srbi                 | 1.231      | 9,16%  |
| Romi                 | 321        | 2,39%  |
| Makedonci            | 14         | 0,10%  |
| Bošnjaci             | 12         | 0,08%  |
| Rusi                 | 4          | 0,02%  |
| Muslimani            | 3          | 0,02%  |
| Hrvati               | 3          | 0,02%  |
| Crnogorci            | 2          | 0,01%  |
| Mađari               | 2          | 0,01%  |
| Česi                 | 1          | 0,00%  |
| nepoznato            | 42         | 0,31%  |

| broj stanovnika | 5102  | 5051  | 5680  | 7657  | 11637 | 15107 | 13426 |
|                 | 1948. | 1953. | 1961. | 1971. | 1981. | 1991. | 2001. |

## Vanjske poveznice
- Karte, udaljenonosti, vremenska prognoza  Arhivirana inačica izvorne stranice od 12. travnja 2009. (Wayback Machine)
- Satelitska snimka naselja  Arhivirana inačica izvorne stranice od 25. travnja 2021. (Wayback Machine)